# Mi Marciana
"Mi Marciana" es una canción grabada por el cantautor español Alejandro Sanz. Fue lanzado como el tercer sencillo de su noveno álbum de estudio La Música No Se Toca (2012). La canción fue lanzada para descarga digital el 6 de diciembre de 2012.

## Información de la canción
Mi Marciana es el tercer sencillo del noveno álbum de estudio de Sanz La Música No Se Toca y fue escrito por Alejandro Sanz y coproducido por Sanz y el productor, músico y compositor colombiano Julio Reyes.
Sanz recibió nominaciones a Grabación del Año y Canción del Año en los 14º Premios Grammy Latinos por la canción. La canción también fue nominada para un Premio Lo Nuestro 2014 como Video del Año y Canción Pop del Año.

## Espectáculos en vivo
Sanz interpretó esta canción en varios escenarios, incluida su reciente gira mundial. Una de las mejores actuaciones se produjo el 12 de diciembre de 2012, en el programa La Voz España, cuando actuó con los cuatro finalistas del espectáculo.

## Lista de canciones
| Descarga digital |               |          |  |
| N.º              | Título        | Duración |  |
| 18.              | «Mi Marciana» | 4:53     |  |